# Tillandsia hasei
Tillandsia hasei är en gräsväxtart som beskrevs av Renate Ehlers och Lieselotte Hromadnik. Tillandsia hasei ingår i släktet Tillandsia och familjen Bromeliaceae. Inga underarter finns listade i Catalogue of Life.